# Bengt Lundell
Bengt Lundell, född 1951, är docent och lektor vid Lunds universitets juridiska fakultet. Han har tidigare varit prefekt för juridiska institutionen. Han har en fil. mag. i statsvetenskap och en fil.dr. 
Lundell är känd expert på konstitutionella och offentligrättsliga frågor, och framträder vid förekommande tillfällen[förtydliga] i Riksdagen med expertutlåtanden i juridiska frågor.
Han doktorerade med avhandlingen Kommunerna och MBL om medbestämmandelagen vid Lunds universitet 1986.